# Naïri Nahapétian
Œuvres principales
Qui a tué l'Ayatollah Kanuni ? (2009), Dernier refrain à Ispahan (2012)

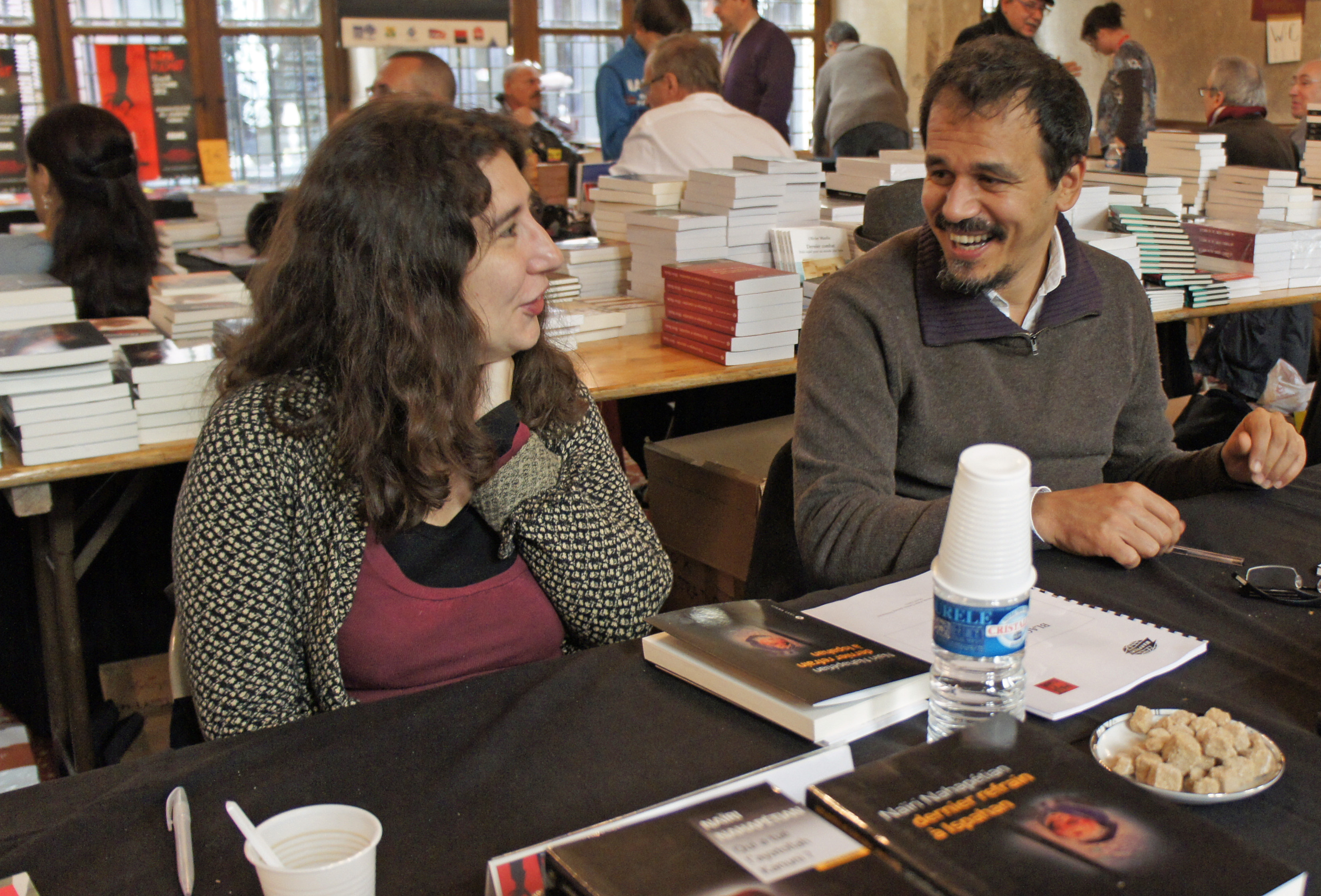
Naïri Nahapétian aux côtés de l'auteur et réalisateur français Karim Miské lors d'une séance de dédicace, Festival interpol'art, 2012.

Naïri Nahapétian, née en 1970 en Téhéran, est une auteure et journaliste franco-iranienne.

## Biographie
Âgée de neuf ans, Naïri Nahapétian quitte l'Iran après la révolution islamique. Ses parents sont des Arméniens d'Iran. Elle exerce comme journaliste indépendante pendant quelques années, et réalise de nombreux reportages dans son pays natal,. Elle rejoint par la suite le magazine Alternatives économiques et publie régulièrement des nouvelles pour les revues Rue Saint Ambroise ou Brèves. Elle vit et travaille à Paris.  

## Carrière littéraire
En 2006, Naïri Nahapétian publie l'essai L’Usine à vingt ans aux éditions Les Petits matins. De la tertiarisation à la reproduction des inégalités sociales, la journaliste brosse un portrait de la jeunesse ouvrière et des mutations sociales, économiques et politiques qui animent cette nouvelle génération oubliée,. 
Ses deux premiers romans policiers Qui a tué l'Ayatollah Kanuni ? (2009) et Dernier refrain à Ispahan (2012) sont édités chez Liana Levi.
L'auteure utilise la fiction policière comme manière de transmettre à un plus large public, la situation sociale et politique d'un pays. Dans Qui a tué l'Ayatollah Kanuni ?, elle évoque l'assassinat d'un puissant ayatollah et grand défenseur de la répression des opposants iraniens, à la veille de l'élection de Mahmoud Ahmadinejad en juin 2005.
Pour Dernier refrain à Ispahan, Naïri Nahapétian s'attaque à la dictature des mollahs et gardiens de la révolution iranienne, concernant notamment la liberté des femmes. Après un long exil aux États-Unis, la chanteuse Roxana retrouve la ville de son enfance. Elle souhaite alors organiser un concert entourée d’autres artistes féminines, mais celles-ci n'ont pas le droit de chanter en public dans les rues d'Ispahan. Roxana paiera le prix fort pour ce manquement aux règles établies.
Naïri Nahapétian poursuit ses enquêtes policières aux éditions de l'Aube dès 2016 avec la publication d'Un agent nommé Parviz. L'auteure sonde l’Iran, entre connaissance et incompréhensions de son organisation politique, religieuse, sociale et économique. En 2017, elle signe un nouveau thriller féminin avec Jadis, Romina Wagner.
Dans L'amour selon Marina M, en 2019, elle change de registre et propose un récit plus autobiographique.

## Publications
- L’Usine à vingt ans, Préface de Denis Clerc, Les Petits matins, coll. Bruits, 184 p, 2006,  (ISBN 9782915879087)
- Qui a tué l'Ayatollah Kanuni ?, Liana Levi, 288 p, 2009,  (ISBN 9782867464997)
- Dernier refrain à Ispahan, Liana Levi, 224 p, 2012,  (ISBN 9782867465871)
- Un agent nommé Parviz, Éditions de l'Aube, 224 p, 2016,  (ISBN 9782815914314)
- Le mage de l'hôtel Royal, Éditions de l'Aube, 248 p, 2017,  (ISBN 9782815922883)
- Jadis, Romina Wagner, Éditions de l'Aube, 200 p, 2017,  (ISBN 9782815921954)
- L'amour selon Marina M., Éditions de l'Aube, 224 p, 2019,  (ISBN 9782815931212)
- Peur sur la cité, Scrineo, 127 p, 2022,  (ISBN 9782381670638)
- Quitter Téhéran, Bayard, 170 p, 2023, (979-1036358968)